# Arrondissement Fort-de-France
Arrondissement Fort-de-France (fr. Arrondissement de Fort-de-France) je správní územní jednotka ležící v zámořském departementu a regionu Martinik ve Francii. Člení se dále na čtyři obce.

## Obce
- Fort-de-France
- Le Lamentin
- Saint-Joseph
- Schœlcher